# Straßenbahn Bukarest
Die Straßenbahn Bukarest ist mit 22 Linien das größte Straßenbahnsystem in Rumänien. Das normalspurige Netz in der Hauptstadt Bukarest existiert seit 1872 und ist heute 136 Kilometer lang (Stand 2023). Betrieben wird die Straßenbahn heute vom kommunalen Verkehrsunternehmen Societatea de Transport Bucuresti STB SA, kurz STB. Dieses ist auch für den 1949 eröffneten Oberleitungsbus Bukarest und den Stadtbusverkehr zuständig, nicht aber für die seit 1979 verkehrende Metro Bukarest.
Über viele Jahrzehnte hinweg stellte die Hauptwerkstatt der Straßenbahn Bukarest für die Hauptstadt selbst, aber auch für fast alle anderen rumänischen Betriebe, neue Straßenbahnwagen her. Ebenso wurden zahlreiche ältere Wagen von Grund auf modernisiert. In diesem Zusammenhang firmierte die Hauptwerkstatt auch als Atelierele Centrale ale Societății de Transport București beziehungsweise nach dem Zweiten Weltkrieg unter Uzina de Reparaţii Atelierele Centrale, kurz U.R.A.C.

## Geschichte

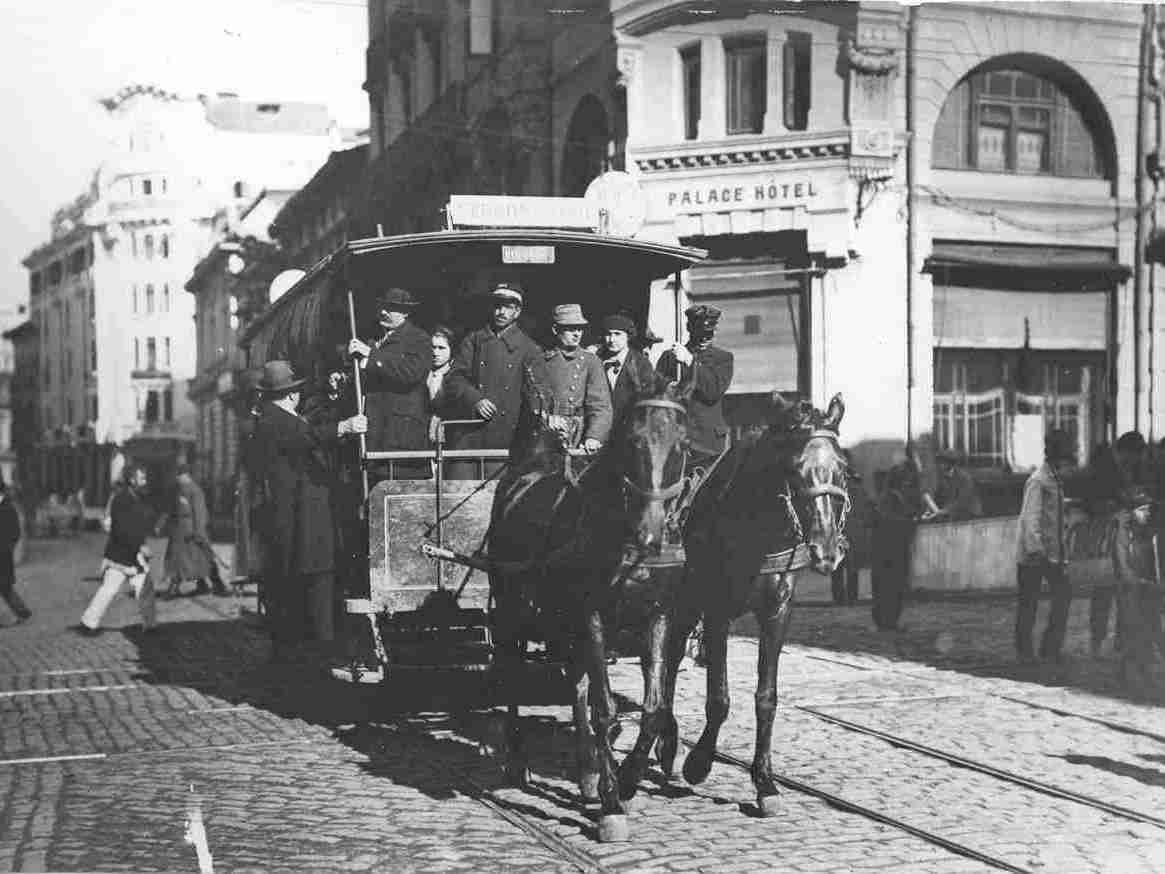
Die 1872 eröffnete Pferdebahn

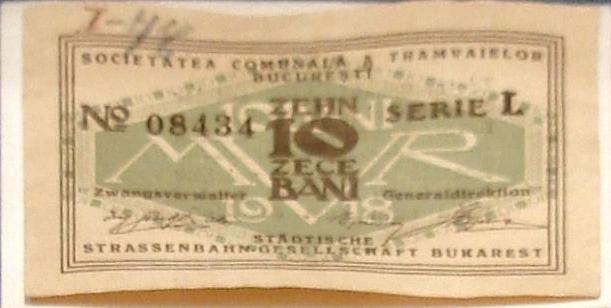
S.T.B.-Fahrkarte von 1918

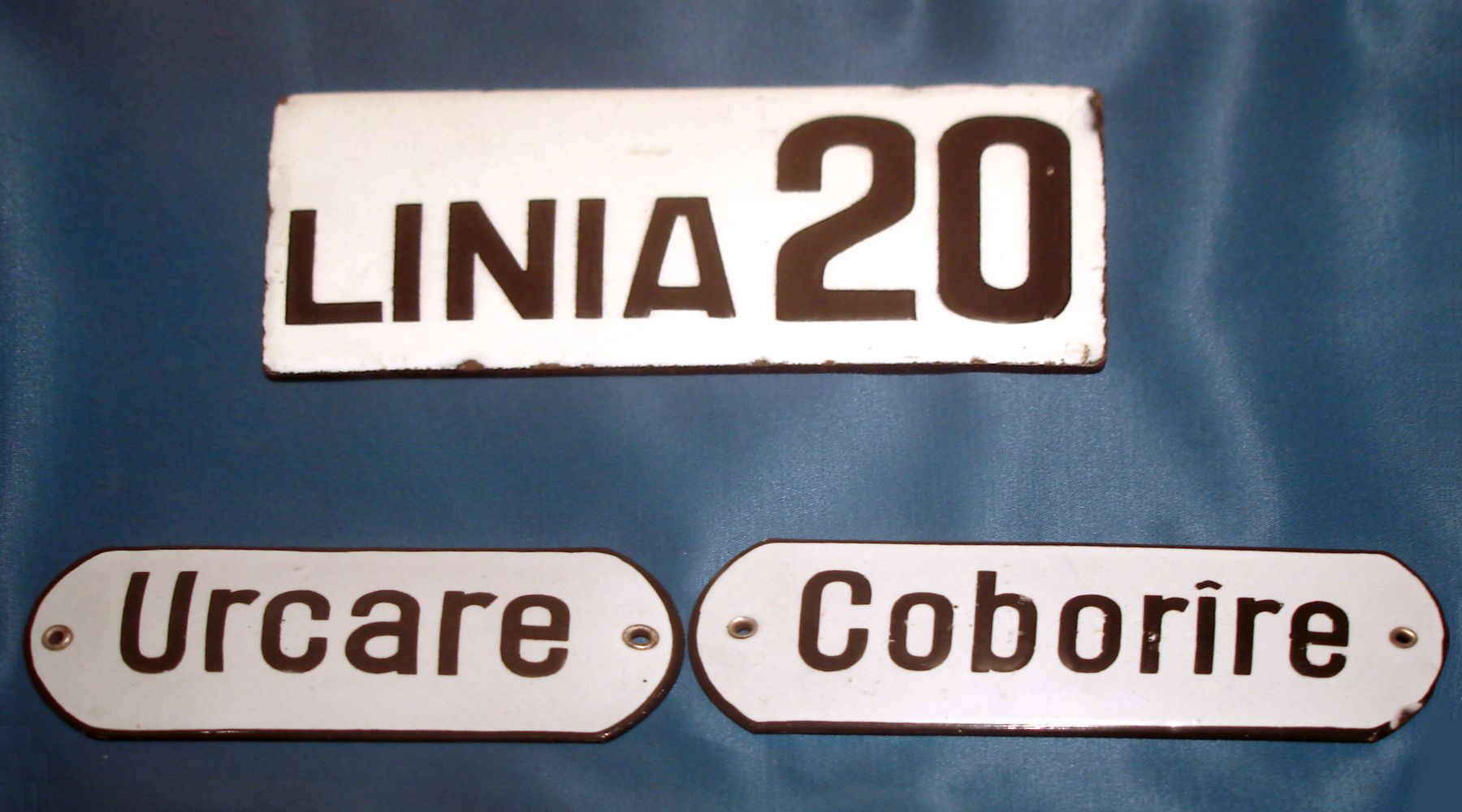
Schon früh führte die Bukarester Straßenbahn den Fahrgastfluss ein, hier die entsprechende Beschilderung der Linie 20 (Urcare steht für Einstieg, Coborîre für Ausstieg)

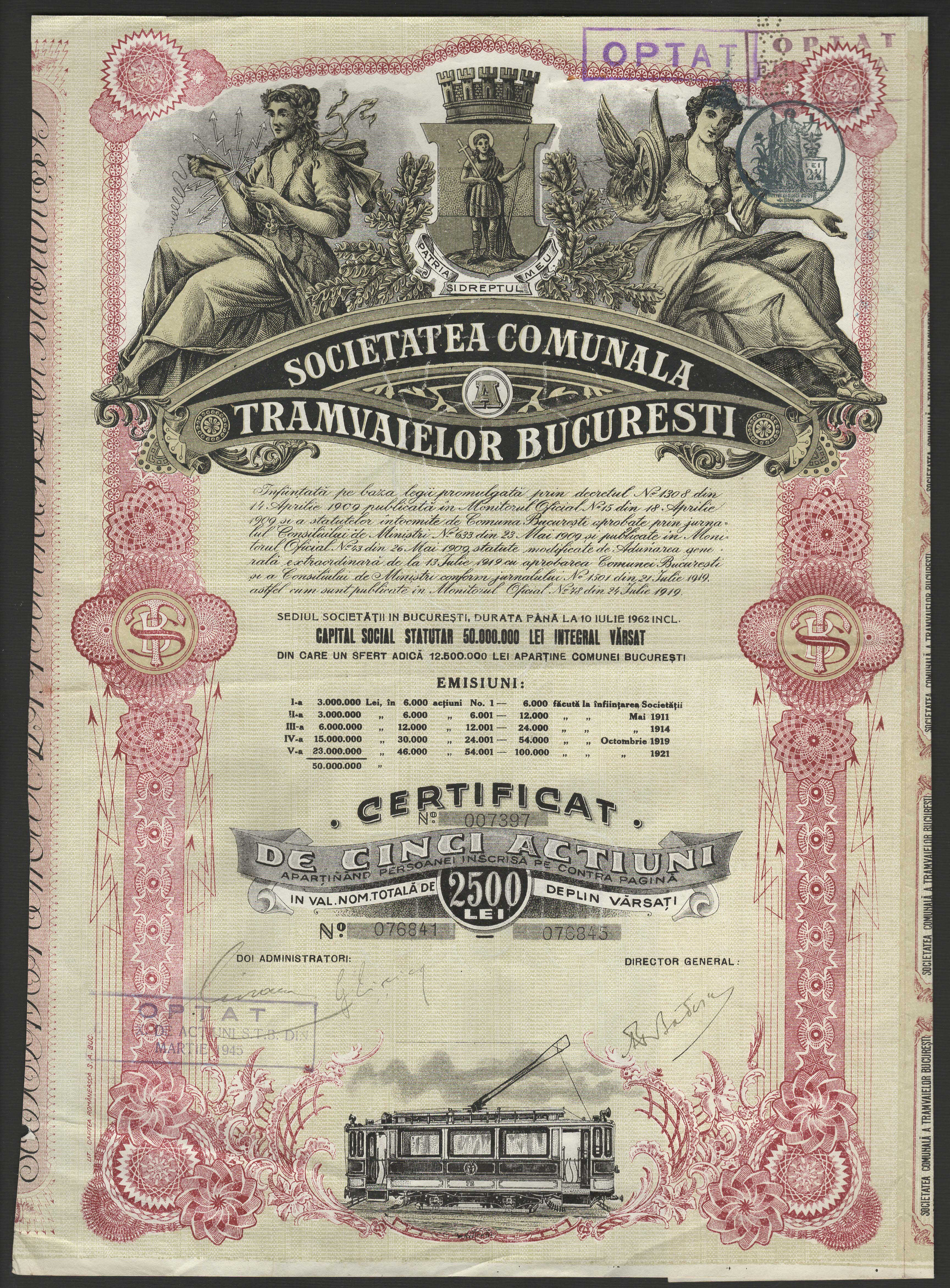
Sammelaktie über 5 × 500 Lei der Soc. Comunala Tramvaielor Bucuresti vom 24. Juli 1919

Vorläuferin der heutigen elektrischen Straßenbahn war eine Pferdebahn. Sie ging am 28. Dezember 1872 als erstes öffentliches Verkehrsmittel der Stadt in Betrieb und verband den Piața Sfântul Gheorghe mit der Podul Târgoviștei beim Bahnhof București Nord. Dies war die erste Straßenbahn im damaligen Königreich Rumänien, die bereits 1869 eröffnete Straßenbahn Timișoara gehörte seinerzeit noch zu Österreich-Ungarn. Erste Betreibergesellschaft war die 1871 gegründete Buchurest Tramways, die zur international operierenden Tramways Union Company Limited mit Sitz in England gehörte. Das Unternehmen eröffnete weitere Strecken und verfügte 1895 bereits über vier Linien, auf denen 45 Wagen eingesetzt waren.
1890 trat mit der Société Anonyme d’Entreprises, Lüttich aus Belgien eine zweite ausländische Gesellschaft auf den Plan und erhielt 1893 eine Konzession für eine 5,5 Kilometer lange elektrisch betriebene Linie zwischen Obor und Cotroceni. Diese war auf 3,05 Kilometer Länge zweigleisig ausgebaut und nahm am 9. Dezember 1894 ihren Betrieb auf. Sie war die erste Rumäniens, auch in den später hinzugekommenen Landesteilen verkehrten damals noch keine elektrischen Straßenbahnen. Mit der Errichtung der elektrischen Anlage einschließlich der Straßenbeleuchtung war das Unternehmen Siemens & Halske aus Wien betraut, das Unterwerk befand sich an der westlichen Endstelle Cotroceni. Betrieben wurde die Elektrische mit acht Triebwagen, als Beiwagen dienten ehemalige Pferdebahnwagen. Weitere Elektrifizierungen wurden seitens der Stadtverwaltung jedoch nicht gestattet, der Einfluss aus dem Ausland war nicht erwünscht.
Ebenfalls 1894 erhielt die Buchurest Tramways eine neue Konzession für weitere 21 Jahre, die aber 1898 verkauft wurde. In jenem Jahr war das Bukarester Straßenbahnnetz zusammen knapp 20 Kilometer lang, wenngleich Pferdebahn und Elektrische keine Gleisverbindung hatten. Der Zusammenschluss erfolgte erst 1909, als die Stadt selbst – in Konkurrenz zu den beiden privaten Gesellschaften – das kommunale Unternehmen Societatea Comunală Tramvaielor București (S.T.B) gründete um die weitere Elektrifizierung des Netzes voranzubringen. Ab 1911 betrieb die S.T.B. dann auch selbst elektrischen Straßenbahnverkehr. Die neuen Wagen lieferte zunächst die J. G. Brill Company aus den Vereinigten Staaten, ab 1920 dann die Grazer Waggonfabrik. Erst mit Ablauf ihrer Konzession konnten später auch die beiden Privatunternehmen in die S.T.B. integriert werden. 1929 stellte Bukarest schließlich – als letzte europäische Großstadt – den Pferdebetrieb ein.
Anschließend folgte ein umfangreicher Ausbau des Netzes, es wuchs dabei von 86 Kilometern im Jahr 1936 auf 144 Kilometer im Jahr 1943 – damals waren bereits 841 Wagen im Einsatz – und schließlich auf 351 Kilometer im Jahr 1980. Parallel dazu wurden aber – insbesondere im Zentrum – auch zahlreiche Strecken stillgelegt und durch Oberleitungsbusse beziehungsweise später auch durch die Metro ersetzt. So entfielen beispielsweise 1964 durch die Stilllegung der stark befahrenen Strecke im Zuge des Bulevardul Nicolae Bălcescu gleich drei Straßenbahnlinien. Im Gegenzug gingen aber in den Außenbezirken zahlreiche Neubaustrecken in Betrieb, außerdem entstand mit der Linie 26 eine um die Innenstadt herum führende Ringlinie, die als Besonderheit als einzige Linie des Netzes eine rote Liniennummer besaß und zudem die ganze Nacht hindurch verkehrte.
Beginnend in den 1930er Jahren fand außerdem eine kontinuierliche Modernisierung statt. Dazu gehörten vor allem die Einführung des Fahrgastflussprinzips sowie die 1934 erfolgte Aufnahme des Einrichtungsbetriebs. 1937 verkehrten bereits 19 Straßenbahnlinien, parallel zu ihnen existierten damals schon 24 Buslinien.
Die S.T.B. firmierte ab 1950 als Întreprinderea de Transport București (I.T.B.), bevor 1990 infolge der Revolution von 1989 das heutige Unternehmen R.A.T.B. entstand.

## Linien
Die Bukarester Straßenbahnlinien verkehren 2025 wie folgt:
| Linie | Linienweg                                                                                    | Halte | Intervall (tagsüber) |
| ----- | -------------------------------------------------------------------------------------------- | ----- | -------------------- |
| 1     | Romprim → Bucur Obor → Banu Manta → Eroii Revoluției → Romprim (Ring gegen Uhrzeigersinn)    | 46    | alle 6–8 Min.        |
| 3     | Mezes ↔ Piața Presei                                                                         | 11    | alle 53 Min.         |
| 5     | Piața Sf. Gheorghe ↔ Pasaj Băneasa                                                           | 16    | alle 10–16 Min.      |
| 7     | C.F.R. Progresul ↔ Piața Unirii                                                              | 18    | alle 7–10 Min.       |
| 10    | Romprim → Eroii Revoluției → Banu Manta → Bucur Obor → Romprim (Ring im Uhrzeigersinn)       | 46    | alle 6–8 Min.        |
| 11    | Zețarilor ↔ Cartier 16 Februarie                                                             | 34    | alle 12–15 Min.      |
| 14    | Piața Sf. Vineri ↔ Blvd. Ferdinand I ↔ Pantelimon                                            | 14    | alle 14–20 Min.      |
| 16    | Piața Sf. Vineri ↔ Platforma Industrială Pipera                                              | 21    | alle 14–17 Min.      |
| 19    | Zețarilor ↔ Șoseaua Giurgiului ↔ Calea Vitan ↔ Str. Liviu Rebreanu ↔ Complex Comercial Titan | 41    | alle 13–16 Min.      |
| 21    | Piața Sf. Gheorghe ↔ Pasaj Colentina                                                         | 14    | alle 5–7 Min.        |
| 23    | Zețarilor ↔ Calea Dudești ↔ Str. Liviu Rebreanu ↔ Faur Poarta 4                              | 36    | alle 12–15 Min.      |
| 24    | Cartier Dămăroaia ↔ Vasile Pârvan                                                            | 17    | alle 17–22 Min.      |
| 25    | C.F.R. Progresul ↔ Depoul Militari                                                           | 35    | alle 5–8 Min.        |
| 27    | Complex Comercial Titan ↔ Blvd. Camil Ressu ↔ Calea Dudești ↔ Piața Unirii                   | 25    | alle 9–15 Min.       |
| 32    | Depoul Alexandria ↔ Piața Unirii                                                             | 11    | alle 3 Min.          |
| 36    | Republica ↔ Platforma Industrială Pipera                                                     | 26    | alle 12–15 Min.      |
| 40    | Complex Comercial Titan ↔ Blvd. Basarabia ↔ Piața Sf. Vineri                                 | 26    | alle 12–15 Min.      |
| 41    | Piața Presei ↔ Ghencea                                                                       | 15    | alle 2–4 Min.        |
| 44    | Cartier 16 Februarie ↔ Vasile Pârvan                                                         | 16    | alle 15–18 Min.      |
| 45    | Mezes ↔ Gara de Nord                                                                         | 15    | alle 18 Min.         |
| 47    | Piața Unirii ↔ Str. Doctor Constantin Istrati ↔ Ghencea                                      | 14    | alle 16–20 Min.      |
| 56    | Piața Sf. Vineri ↔ Șoseaua Iancului ↔ Pantelimon                                             | 15    | alle 13 Min.         |

Die Linienführung wechselt aufgrund von Gleisbauarbeiten häufig.

## Metrou ușor
| \| \| \| Ghencea \| \| \| \| Brașov \| \| \| \| Tricodava \| \| \| \| Drumul Taberei \| \| \| \| Bulevardul Timișoara \| \| \| \| Bulevardul Uverturii \| \| \| \| Orsova \| \| \| \| Pod Ciurel \| \| \| \| Piața Crângași \| \| \| \| Pasajul Grant \| \| \| \| Turda \| \| \| \| Bulevardul Mihalache \| \| \| \| Casin \| \| \| \| Agronomie \| \| \| \| Piața Presei Libere \| |  |                      |                      |
| U-Bahn-Kopfbahnhof Streckenanfang |  | Ghencea              | Ghencea              |
| U-Bahn-Haltepunkt / Haltestelle |  | Brașov               | Brașov               |
| U-Bahn-Haltepunkt / Haltestelle |  | Tricodava            | Tricodava            |
| U-Bahn-Haltepunkt / Haltestelle |  | Drumul Taberei       | Drumul Taberei       |
| U-Bahn-Haltepunkt / Haltestelle |  | Bulevardul Timișoara | Bulevardul Timișoara |
| U-Bahn-Haltepunkt / Haltestelle |  | Bulevardul Uverturii | Bulevardul Uverturii |
| U-Bahn-Haltepunkt / Haltestelle |  | Orsova               | Orsova               |
| U-Bahn-Haltepunkt / Haltestelle |  | Pod Ciurel           | Pod Ciurel           |
| U-Bahn-Haltepunkt / Haltestelle |  | Piața Crângași       | Piața Crângași       |
| U-Bahn-Haltepunkt / Haltestelle |  | Pasajul Grant        | Pasajul Grant        |
| U-Bahn-Haltepunkt / Haltestelle |  | Turda                | Turda                |
| U-Bahn-Haltepunkt / Haltestelle |  | Bulevardul Mihalache | Bulevardul Mihalache |
| U-Bahn-Haltepunkt / Haltestelle |  | Casin                | Casin                |
| U-Bahn-Haltepunkt / Haltestelle |  | Agronomie            | Agronomie            |
| U-Bahn-Kopfbahnhof Streckenende |  | Piața Presei Libere  | Piața Presei Libere  |

Im Jahr 1998 startete die R.A.T.B. ein Projekt zur Modernisierung des Straßenbahnnetzes. In diesem Zusammenhang wurde der Begriff Metrou ușor, wörtlich übersetzt Leicht-Metro, verwendet, der sich darauf bezieht, dass die Straßenbahn auf vollständig vom Straßenverkehr unabhängigem Gleiskörper verkehrt, höhere Geschwindigkeiten erreicht und nur an den Haltestellen hält. Um ein solches System zu erreichen, war es nicht ausreichend, die Trassierung zu ändern, sondern es musste auch ein Wagentyp eingeführt werden, der höhere Geschwindigkeiten erreichen kann, ohne die Sicherheit und den Fahrgastkomfort zu beeinträchtigen.
Bisher wurden auf der Linie 41 teilweise eigene Gleiskörper geschaffen, ein Rest verläuft weiterhin im Straßenraum, wurde aber durch Fahrbahnmarkierungen als vorrangiger Bereich für die Straßenbahn markiert. Es existieren Pläne, eine weitere Leicht-Metro-Strecke zum Flughafen Henri Coandă zu errichten.
Die Linie 41 ist die erste Linie der Bukarester Straßenbahn, die an Ampeln eine Vorrangschaltung besitzt. Auf der gesamten Strecke besitzt sie einen unabhängigen Gleiskörper (der nur in gekennzeichneten Bereichen von Fahrzeugen oder Fußgängern überschritten werden kann) und Grüne Welle an allen Kreuzungen. Derzeit verkehren auf ihr modernisierte Triebwagen des Typs V3A.
Die Linie 41 durchquert Bukarest vom Presei-Platz bis zum Bezirk Ghencea (im Bereich des Steaua-Stadions) längs der Strecke: Presei-Platz (Endstelle) – Mărăști-Boulevard – Alexander Averescu-Boulevard – Turda-Straße – Pasaj Grant – Crângaşi-Weg – Virtuții-Chaussee (Militari) – Pasaj Lujerului – Brasov-Straße (Drumul Taberei) – Ghencea-Boulevard (Endstelle). Beide Endstellen sind die ersten multimodalen Verknüpfungspunkte für den öffentlichen Verkehr in Bukarest.
Wichtige Ziele, die von dieser Strecke erschlossen werden, sind: das Pullman Bucharest World Trade Center, das Institut für Landwirtschaft, die Cașin-Kirche (in ihrer Nähe auch der Triumphbogen), das Institutul de Cercetare și Proiectare în Informatică (ICI), die Grant-Brücke, das Odeon-Theater und das Giulești-Stadion, das Schwimmbad Ștrandul Dâmboviţa, die Lujerului-Unterführung und das Steaua-Stadion.
Das Gleis besteht aus Schienen des Typs CF 94. Der Gleiskörper ist betoniert oder begrünt. Die Reisegeschwindigkeit ist höher als auf allen anderen Bukarester Straßenbahnlinien. Die Fahrzeit für die Gesamtstrecke beträgt etwa 30 Minuten.

## Rollmaterial

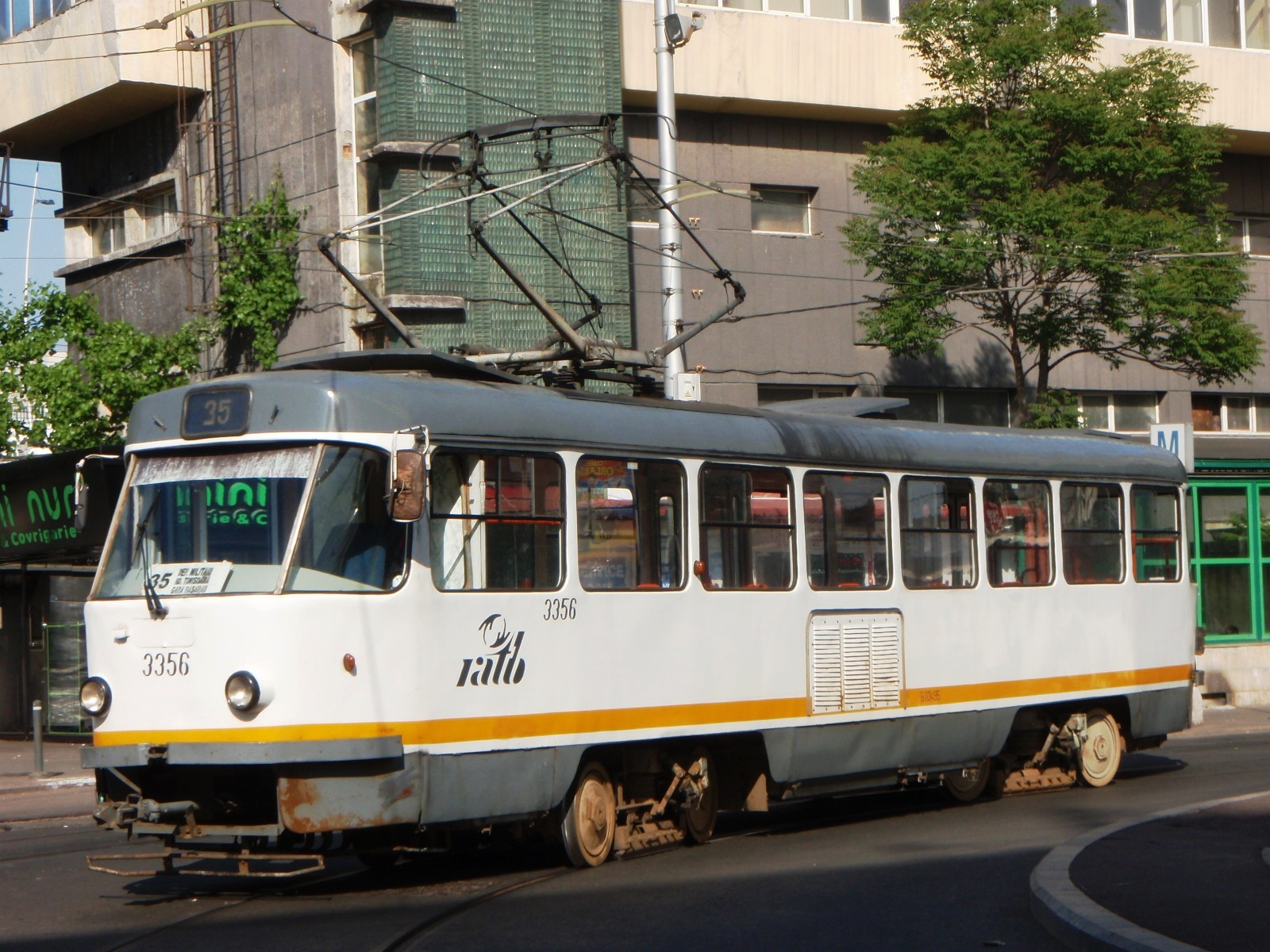
Tatra T4R auf der Linie 35.

### Tatra T4R
Die Triebwagen des Typs T4R wurden vom tschechoslowakischen Hersteller ČKD Tatra zwischen 1973 und 1975 produziert. Insgesamt wurden 131 Wagen geliefert. Ein T4R-Wagen verfügt über 20 Sitzplätze und 77 Stehplätze. Anfang 2025 verkehrten noch einige wenige T4R überwiegend auf der Linie 44, ihre Abstellung ist in naher Zukunft vorgesehen.

### V2A/S-T
1998 wurde ein Programm zur Modernisierung der Tatra-Wagen begonnen, wobei unter Nutzung dreier Drehgestelle von zwei T4R und auf Basis ihrer Wagenkästen ein neuer Triebwagen gebaut wurde. Die ersten zwei Exemplare waren Zweirichtungswagen (V2S-T), die späteren Einrichtungswagen (V2A-T). Ursprünglich sollten 126 Tatra-Wagen zu 63 Bucur-Wagen umgebaut werden. Im Jahr 2008 wurde das Umbauprogramm eingestellt, insgesamt entstanden bis dahin elf Wagen. Zurzeit werden sie auf Linien des Betriebshofs Militari eingesetzt, insbesondere auf der Linie 25.

### V3A

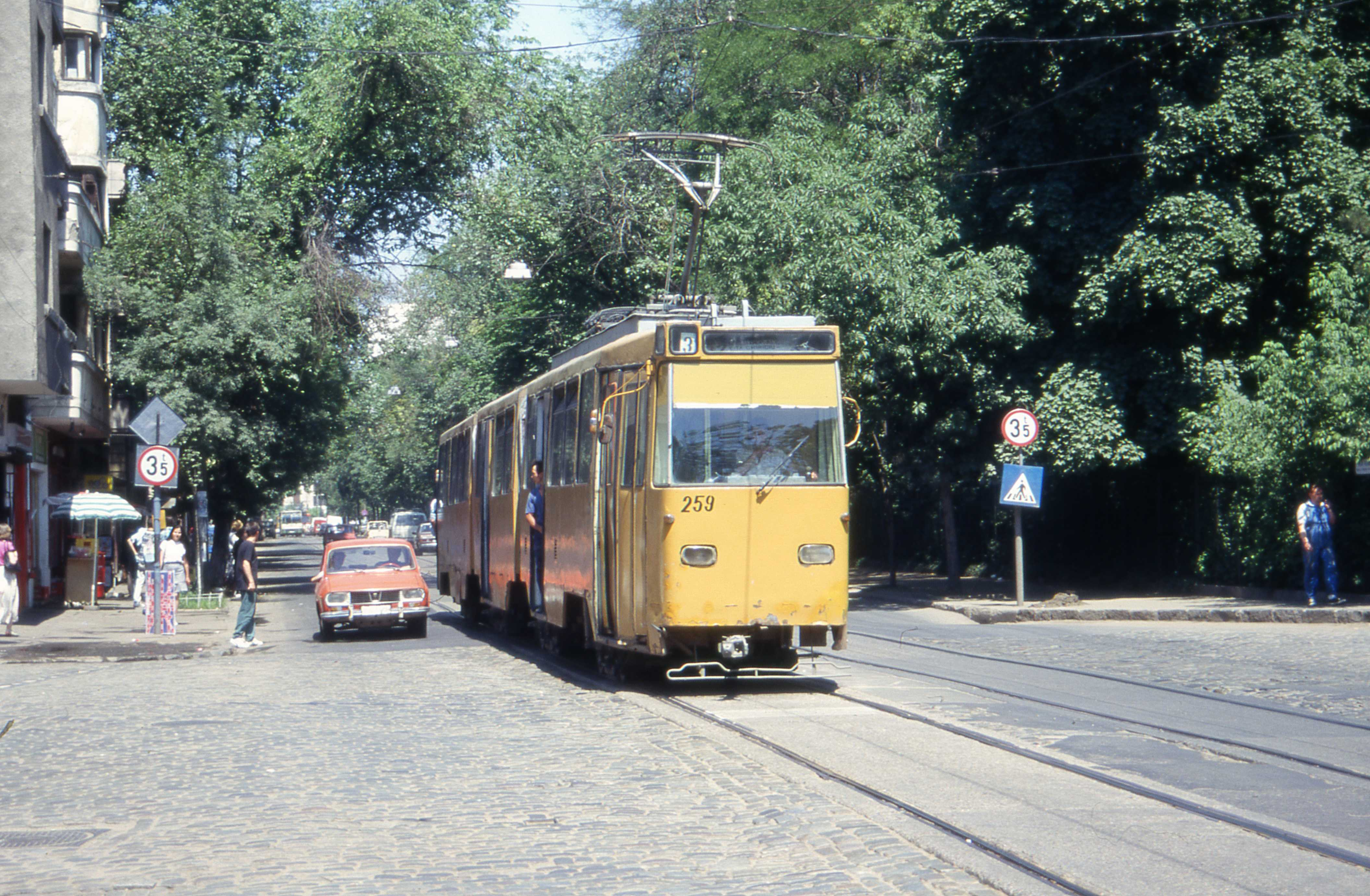
Wagen 259 des Typs V3A im Jahr 1996.

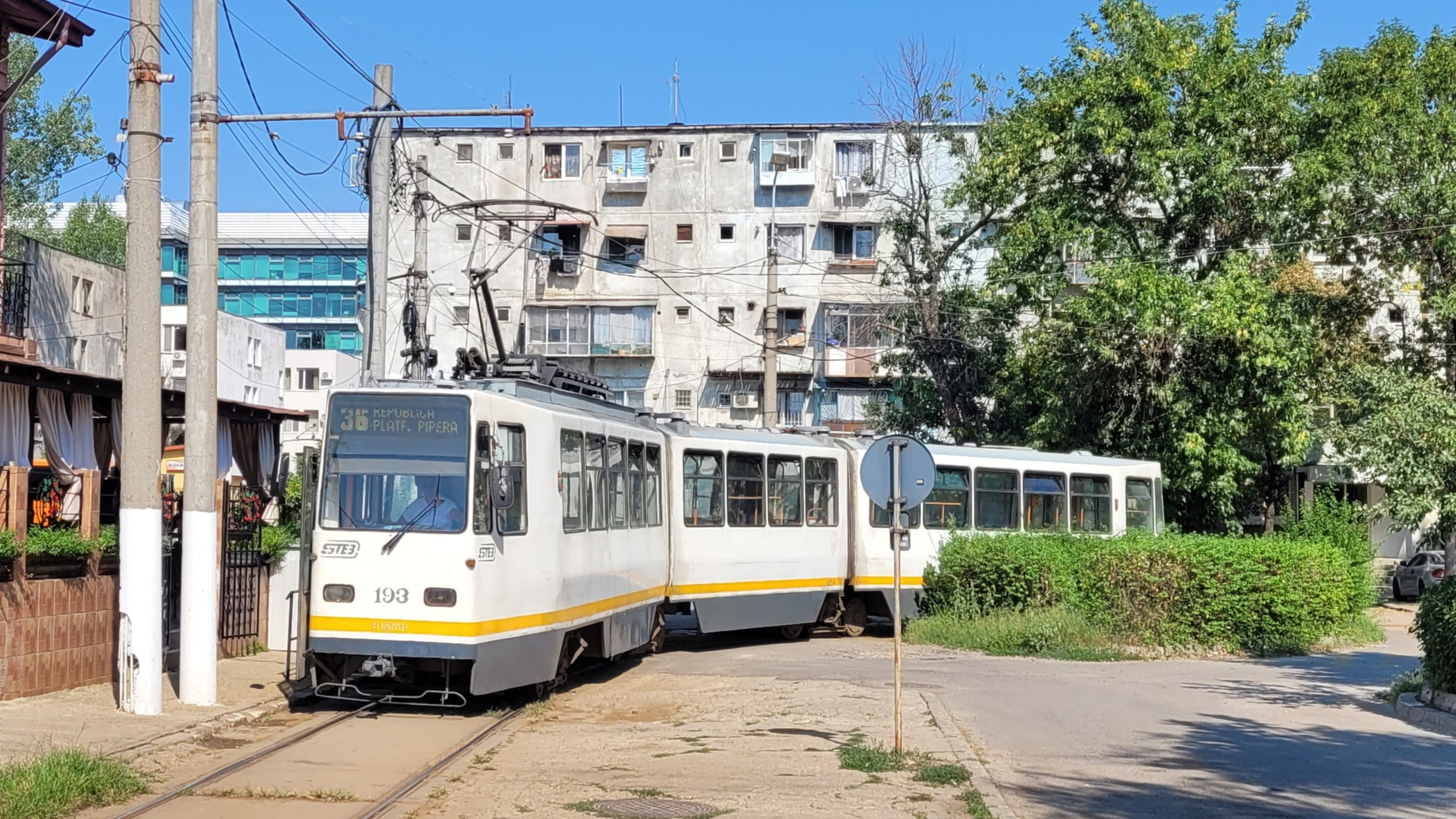
Wagen 193 des Typs V3A-93 (modernisiert von URAC) auf der Linie 36.

Der V3A ist der erste in Rumänien hergestellte Gelenkstraßenbahnwagentyp. Er wurde von der U.R.A.C. ab 1972 hergestellt und bis 1990 für Bukarest, Cluj-Napoca, Brăila, Constanța (Modell V3A-C, für eine Spannung von 825 Volt), Oradea, Ploiești, Brașov und Botoșani gebaut. Die Oradeaer Wagen gingen später nach Iași, wo sie auf Meterspur umgebaut wurden.
Das erste Projekt zur Modernisierung des Wagenparks aus dem Jahr 1989 sah den Umbau der zwischen 1973 und 1990 hergestellten V3A-Wagen vor. So wurde - in Abänderung der ursprünglichen Planung - 1993 der erste V3A-93 von der U.R.A.C. hergestellt, der einen V3A ersetzte und dessen Wagennummer erhielt. Zwischen 2004 und 2006 wurden vier V3A-93 mit niederflurigem Mittelteil gebaut, um einen barrierefreien Einstieg zu ermöglichen. Der letzte V3A-93 wurde im Jahr 2007 gebaut. Alle Triebwagen der Typen V2A, V2A-2S, V3A und V3A-2S (außer Nummer 205) werden von zwei Reihenschluss-Gleichstrommotoren mit einer Nennleistung von je 120 Kilowatt angetrieben.

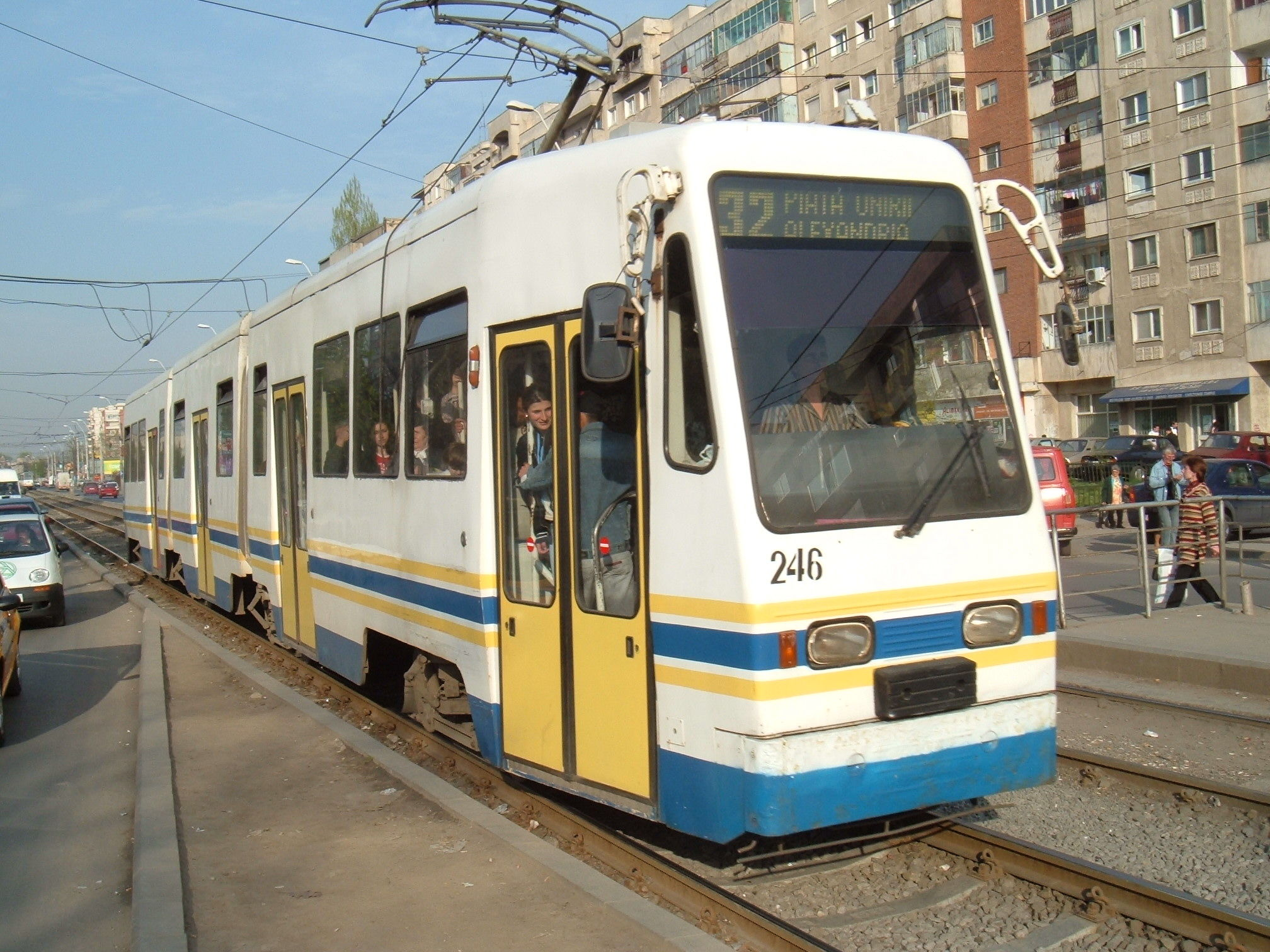
Wagen 246 des Typs FAUR V3A-93M auf der Linie 32.

1995 wurden die Baupläne des Modells V3A-93 an das Unternehmen Electroputere nach Craiova geschickt. Electroputere stellte die Wagen mit den Nummern 358 und 359 her. Weil die U.R.A.C. mit dem Ergebnis nicht zufrieden war, begann im Jahr 1995 die Zusammenarbeit mit dem Unternehmen FAUR, einem in Bukarest ansässigen Schienenfahrzeughersteller. FAUR produzierte zwischen 1995 und 2004 52 Wagen, die als V3A-93M bezeichnet werden und Ergebnis der Änderung des Projekts V3A-93 durch FAUR waren.
Zwischen 1997 und 2000 lieferte wiederum Electroputere 13 weitere neue Straßenbahnwagen nach Bukarest, ebenfalls auf Basis des Modells V3A-93M, jedoch mit geändertem Design. Versuchsweise wurden die ersten drei Wagen mit Gleichspannungswandlern des niederländischen Unternehmens Holec ausgestattet, wodurch erstmals bei der R.A.T.B. ein rekuperatives Bremsen möglich wurde. Diese Wagen werden als V3A-H bezeichnet. Die anderen zehn Wagen wurden mit der klassischen Vorwiderstands-Steuerung ausgerüstet. Wagen 246 wurde hingegen experimentell mit einem anderen Gleichspannungswandler ausgestattet, der sich im Laufe der Zeit als unzuverlässig erwiesen hat und deshalb durch eine Vorwiderstands-Steuerung ersetzt wurde.
Um die Modernisierung des Wagenparks fortzusetzen, wurde 2006 die erste V3A-93-CH-PPC (CH = Chopper, PPC = podea parțial coborâtă teilweise abgesenkter Wagenboden) gebaut. Abgesehen von einem geänderten Design und dem niederflurigen Mittelteil, sind die Wagen dieses Typs die erste Großserie mit Chopper-Steuerung (Gleichspannungswandler). Seit 2006 wurden die letzten verbliebenen Wagen des Typs V3A durch V3A-93-CH-PPC ersetzt. Dann wurden die V2A-Wagen abgestellt und sämtlich durch V3A-93-CH-PPC ersetzt, um die Transportkapazität zu erhöhen und die Betriebskosten zu senken.

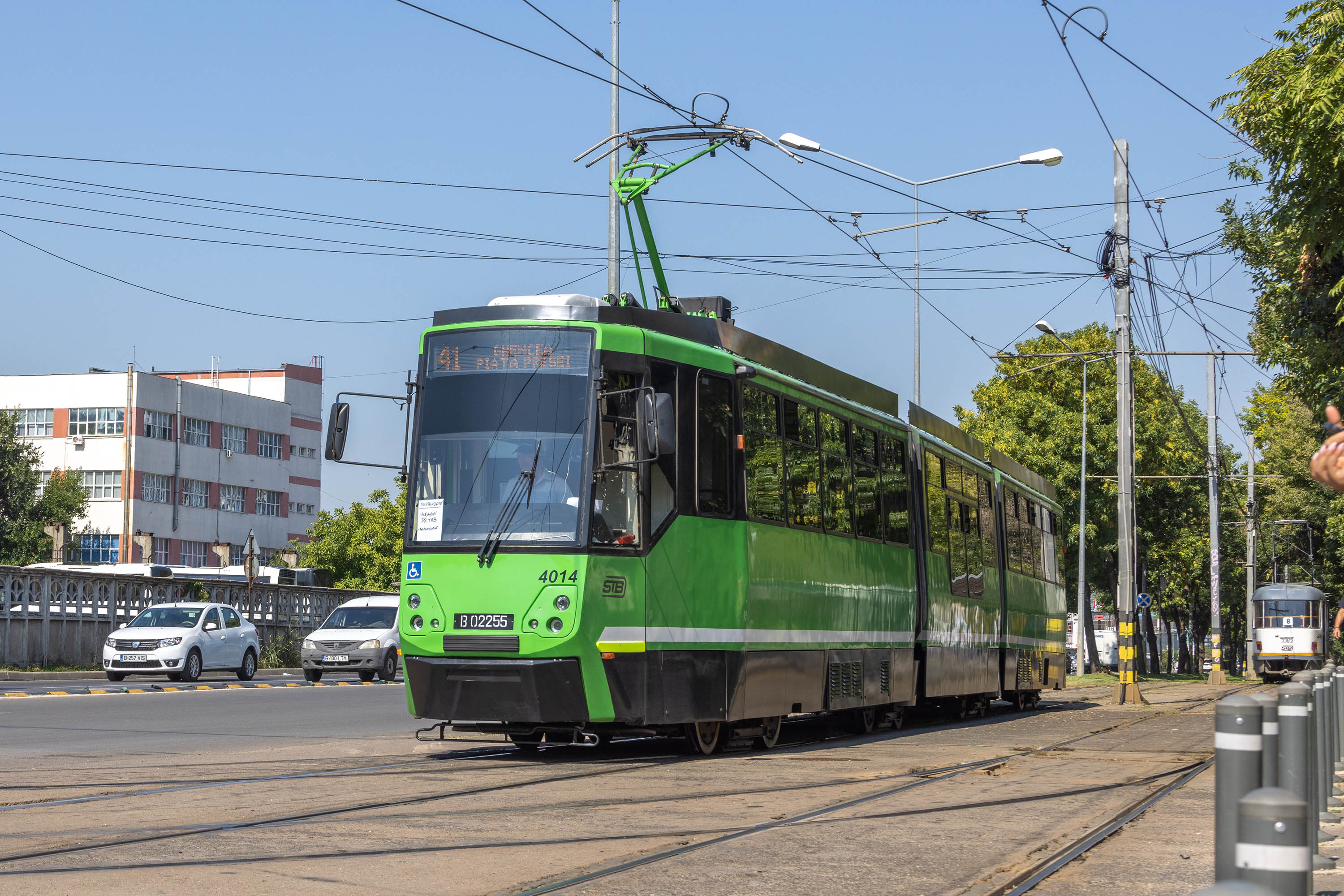
Modernisierter Wagen des Typs V3A-93-CH-PPC

2008 wurde mit Ablauf der Revisionsfrist des Wagens V3A-H Nummer 205 entschieden, den Motor und die elektrische Ausrüstung zu ersetzen, da die alten Ersatzteile nicht mehr zu beschaffen waren. So wurde dieser Wagen mit zwei Drehstrom-Asynchronmotoren mit einer Nennleistung von 240 Kilowatt ausgerüstet sowie mit einem Traktionsstromrichter, der die Gleichspannung des Fahrdrahtes in Dreiphasenwechselspannung umwandelt und Spannung und Frequenz an die Motordrehzahl anpasst. Dieser Wagen ist im Depot Alexandria beheimatet und verkehrt ausschließlich auf der Linie 41.
2021 folgte eine neue Version der V3A-93-CH-PPC. Diese, komplett modernisierten, Fahrzeuge bekommen eine neue Front, ein modernes Fahrgastinformationssystem und, erstmals in Bukarest, eine Klimaanlage im Fahrgastraum. Als erstes Fahrzeug wurde 4036 umgebaut, danach folgten 4014 und 224. Sie wurden anfangs auf der Linie 41 eingesetzt, sind inzwischen aber auch auf anderen Linien zu finden.

### V2A-2S/V3A-2S/V3A-2S-93

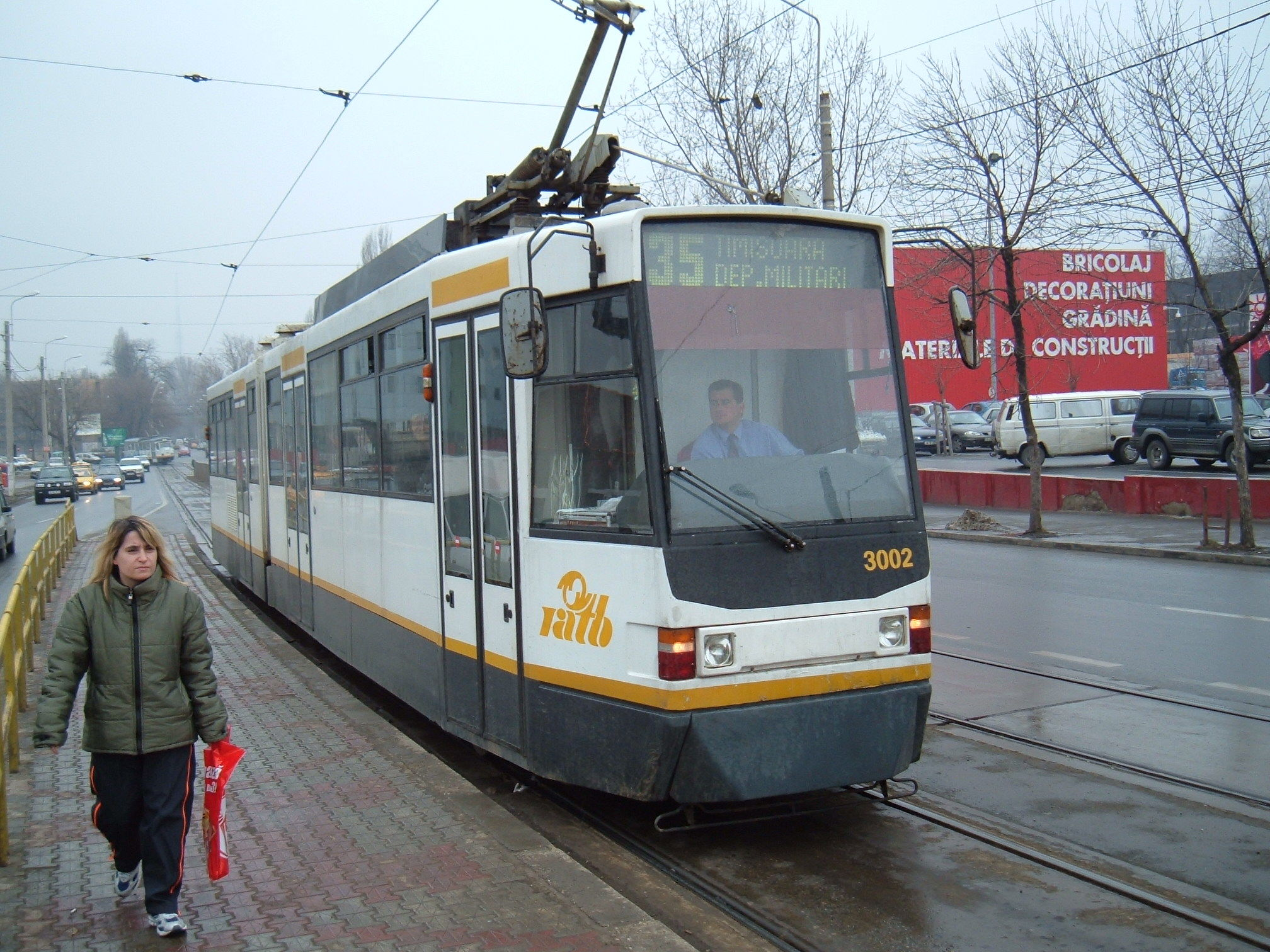
Wagen 3002 des Typs Bucur V2S-T auf der ehemaligen Linie 35.

In den 1980er Jahren wurden aufgrund der damals zahlreichen Metro-Baustellen und der damit verbundenen provisorischen Streckenführungen acht Einrichtungswagen V3A in Zweirichtungswagen V3A-2S umgebaut. Der Umbau bedingte den Einbau von Türen auf beiden Seiten, das Vorhandensein von zwei Führerständen, zwei Stromabnehmern und den Einbau von zwei elektrischen Ausrüstungen (Fahrschalter, Schütze und Widerstände). Aus demselben Grund wurden auch acht Einfach-Gelenktriebwagen V2A-2S mit den gleichen Eigenschaften gebaut (Nummern 4037–4044). Von den acht Wagen V3A-2S wurden zwei verschrottet und durch V3A-93 ersetzt, die anderen sechs wurden zwischen 2006 und 2007 durch sechs Wagen V3A-2S-93 ersetzt, bei denen es sich um Zweirichtungsversionen der V3A-93 handelt. Seit 2009 sind auch die acht Wagen V2A-2S verschrottet und durch V3A-2S-93 ersetzt. Diese sind im Depot Victoria beheimatet und werden insbesondere auf Linien genutzt, welche baustellenbedingt an einem Streckenende über keine Wendeschleife verfügen.

### Bucur Low Floor

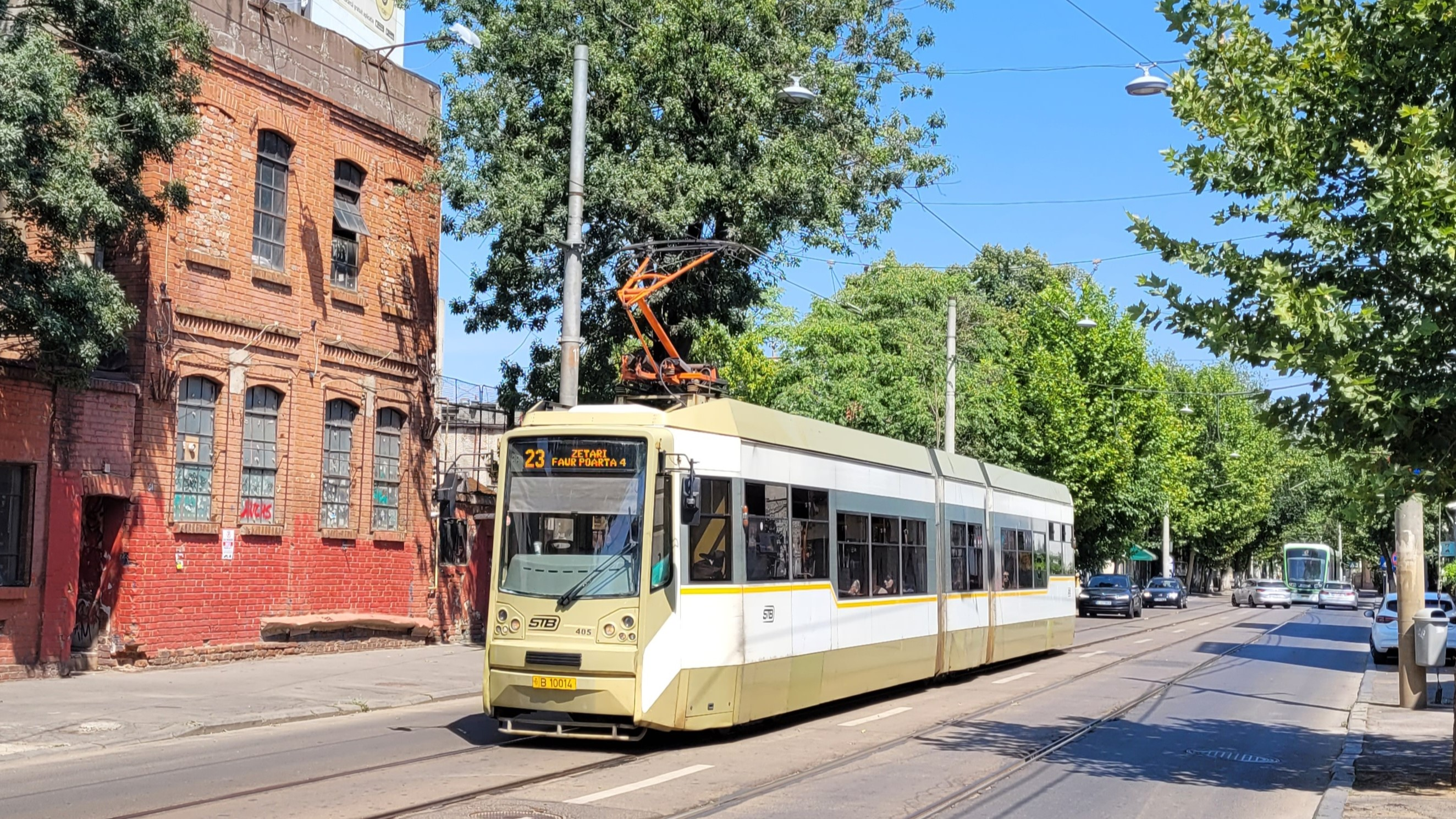
Wagen 405 des Typs Bucur LF-CH auf der Linie 23.

Die Straßenbahn Bucur Low Floor (Bucur LF) ist einer der neuesten Straßenbahntypen Bukarests und wird seit 2007 von der Hauptwerkstätte hergestellt. Er bietet sowohl bezüglich des modernen Designs als auch in technischer Hinsicht zahlreiche Verbesserungen. Es handelt sich um ein dreiteiliges Einrichtungs-Gelenkfahrzeug mit 66 % Niederfluranteil. Bisher wurden 16 Wagen hergestellt. Zurzeit sind sie im Depot Dudești beheimatet.

### Astra Imperio

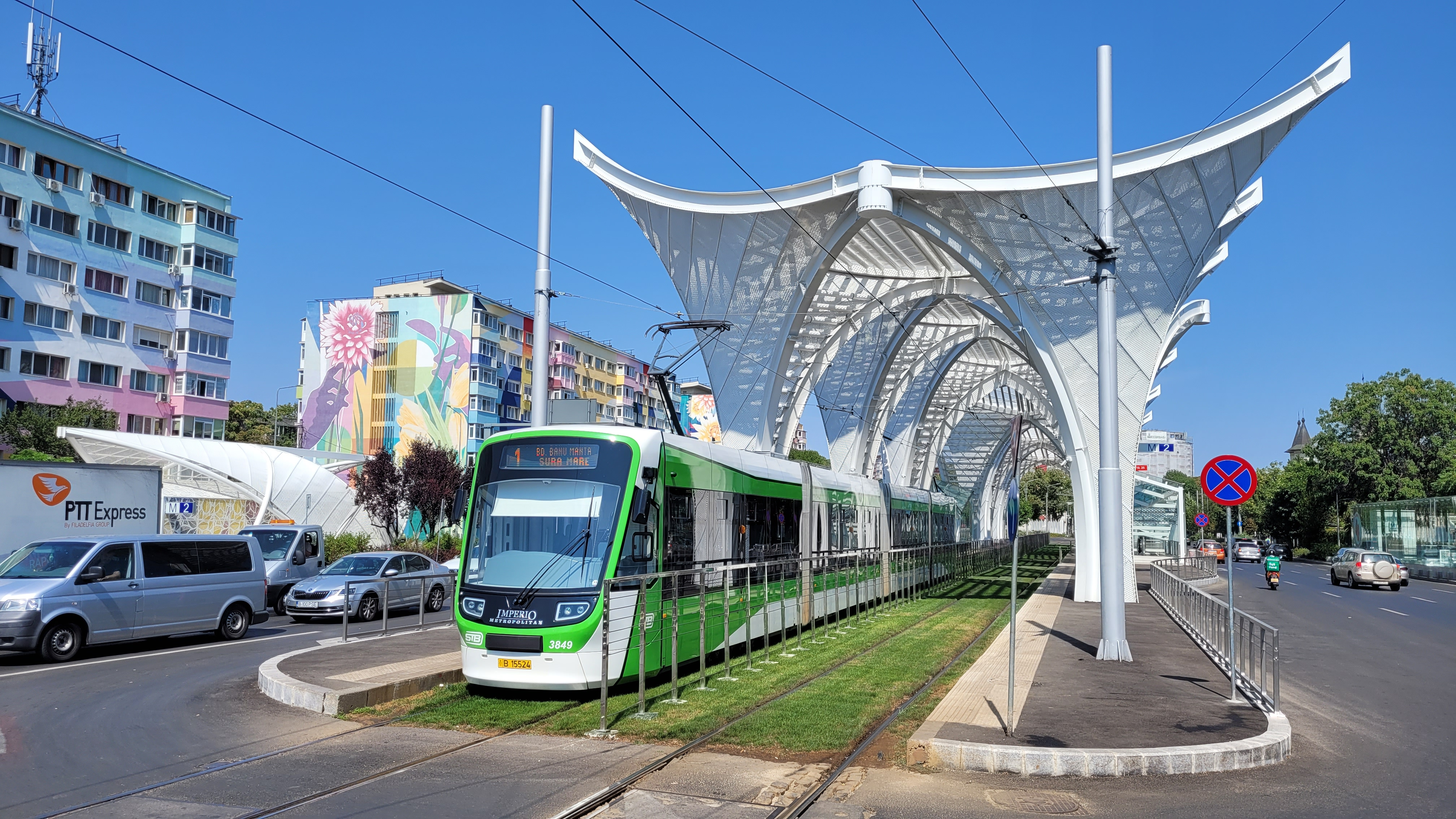
Wagen 3849 des Typs Astra Imperio Metropolitan auf der Linie 1.

Die Straßenbahnen vom Typ Imperio Metropolitan des rumänischen Herstellers Astra Vagoane sind derzeit die modernsten Fahrzeuge in Bukarest. Die vierteiligen Fahrzeuge verfügen über eine Gesamtkapazität von 332 Fahrgästen, davon 56 auf Sitzplätzen. Insgesamt 100 Fahrzeuge mit einem Gesamtwert von 200 Mio. €, die in Zusammenarbeit mit CRRC Qingdao Sifang hergestellt werden, wurden 2021 bestellt und sind seit dem 10. Dezember 2022 auf der Linie 41 in Einsatz. Mit der Zeit wurde ihr Einsatz auch auf die Linien 1, 7, 10, 11, 21, 25, 32 und 47 ausgeweitet. Das letzte, einhundertste Fahrzeug erreichte Bukarest am 30. September 2024.

### Ehemalige Wagen

#### V951 und V954
Die in den eigenen Werkstätten hergestellten V951 sowie die von Electroputere aus Craiova produzierten V954 waren die ersten Großraumwagen in Bukarest. Von beiden Baureihen wurden zwischen 1951 und 1959 zusammen 268 geliefert. Ein Großteil wurde zwischen 1976 und 1982 umfassend modernisiert, der planmäßige Einsatz erfolgte bis 2000.

#### LHB
1969 lieferte Linke-Hofmann-Busch (LHB) einen achtachsigen Einrichtungs-Gelenktriebwagen nach Bukarest, der unter der Wagennummer 3501 in den Bestand eingereiht wurde. Er basierte auf den ebenfalls 1969 an die Straßenbahn Braunschweig gelieferten Sechsachsern 13–18, später 6951–6956. Eine Anschlussbestellung erfolgte nicht, stattdessen diente das Modell der Hauptwerkstätte als Baumuster für den V3A. Der LHB-Einzelgänger war bis in die zweite Hälfte der 1980er Jahre im Einsatz und wurde anschließend verschrottet.

#### Rathgeber

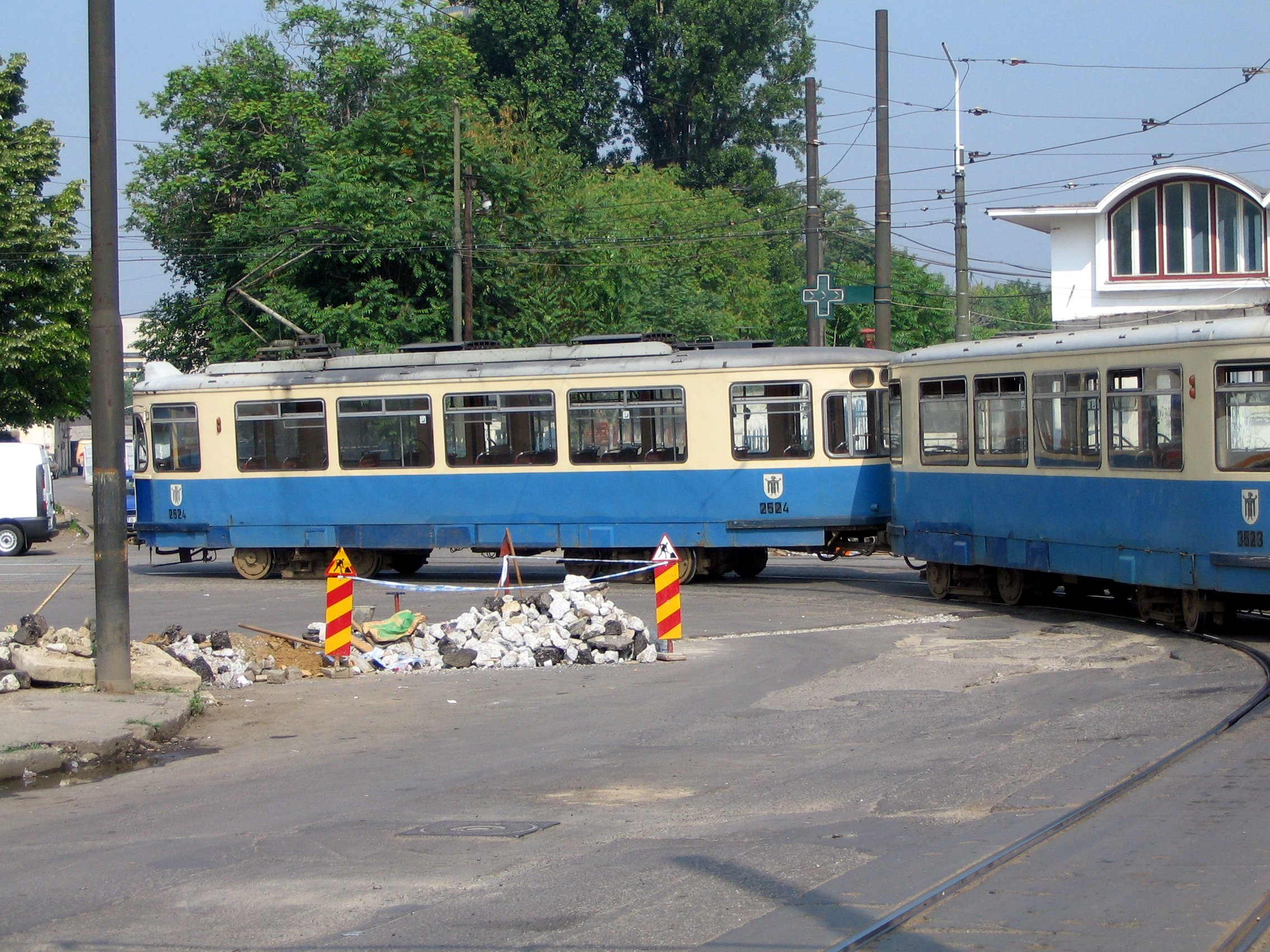
Triebwagen Rathgeber M5.65 mit Beiwagen m5.65 im Jahr 2006 auf der Linie 11 am Bahnhof Basarab

Die dreiachsigen Trieb- und Beiwagen der Typen Rathgeber M5.65/m5.65 und M4.65/m4.65 kamen zwischen 1993 und 1997 aus zweiter Hand von der Straßenbahn München nach Bukarest; in Rumänien wurden sie zu vierachsigen Drehgestellwagen umgebaut. Die meisten dieser Wagen wurden 2007 abgestellt oder verschrottet. Der letzte verbliebene Zug wurde zu einem Gleiswaschwagen umgebaut. Mehrere M5.65 dienen zum Rangieren und für Materialtransporte.
Es wurden aus München auch zwei Züge des jüngeren Rathgeber-Typs P3.16 erworben. In Rumänien kamen sie jedoch nie in den planmäßigen Einsatz, Nummer 2008 wurde zu einem Partywagen umgebaut, die restlichen drei Wagen verschrottet.

#### V09
Die zweiachsigen Wagen mit Holzaufbau des Typs V09 wurden ab 1927 vom belgischen Hersteller Société Métallurgique Dyle et Bacalan beschafft, ihre elektrischen Ausrüstungen stammten von der Compagnie Française Thomson-Houston. Sie verkehrten bis 1976, ein Wagen dieses Typs wurde 1996 von der Hauptwerkstatt restauriert und ist im Depot Dudești beheimatet.

#### V08, V10, V12, V56 und V58
Unter den Typenbezeichnungen V56 und V58 (Triebwagen) beziehungsweise V08, V10 und V12 (Beiwagen) stellte die Hauptwerkstätte zwischen 1956 und 1967 insgesamt 467 Triebwagen und 1106 Beiwagen eines neuen zweiachsigen Stahlwagentyps her. Darunter sowohl Rekonstruktionen älterer Fahrzeuge mit Holzaufbau, als auch Neubauten. Die meisten dieser Wagen wurden für die Hauptstadt selbst produziert, jedoch wurden auch alle anderen damaligen rumänischen Straßenbahnnetze mit ihnen ausgestattet. In Bukarest waren sie bis in die 1980er Jahre im Einsatz, ein Exemplar blieb als Museumswagen erhalten und ist ebenfalls im Depot Dudești stationiert.

#### V2A

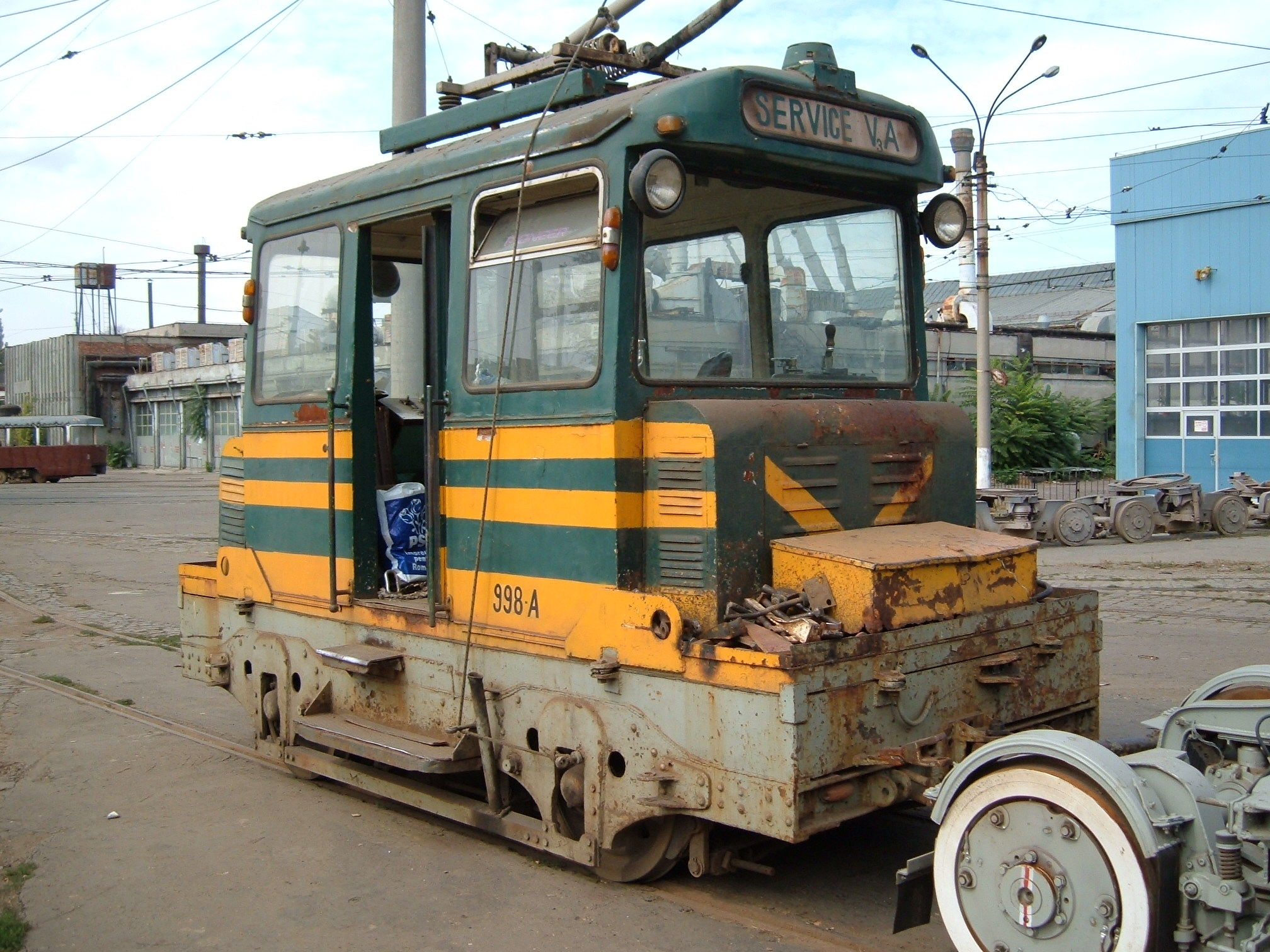
Kleinlokomotive „Eselchen“

Der Typ V2A ist ein zweiteiliger Gelenkwagen, mit zwei Triebdrehgestellen und einem Laufdrehgestell unter dem Gelenk, der von der Hauptwerkstätte hergestellt wurde. Ab 1982 wurden 42 Triebwagen für Linien mit geringerer Nachfrage hergestellt. Dazu kamen acht Zweirichtungswagen des Typs V2A-2S. Seit 2010 sind diese Wagen nicht mehr im Einsatz.

### Arbeitswagen
Die R.A.T.B. verfügt über zahlreiche Wagen für den Materialtransport und die Gleisinstandhaltung. Einige von ihnen sind umgebaute Personenwagen, so etwa die vier Schleiflokomotiven von 1960, von denen drei heute noch als Schneefräsen im Einsatz sind. Andere Arbeitswagen wiederum wurden speziell für diesen Zweck gebaut, wie zum Beispiel die Măgăruş (Eselchen) genannten Kleinlokomotiven.

## Depots
- Alexandria
- Bucureștii Noi (auch Oberleitungsbus)
- Giulești
- Colentina
- Dudești
- Giurgiului
- Militari
- Titan
- Victoria